# Totentempel
Als Totentempel werden Tempel der Pharaonen im Alten Ägypten bezeichnet, die in einer bestimmten Beziehung zum Totenkult standen.
Der Totentempel stand in Verbindung mit einer Pyramide. Darin wurde der Pharao sowohl zu Lebzeiten als auch nach seinem Tod verehrt. So konnten Funde belegen, dass Totenkulte bestimmter Totentempel mitunter jahrhundertelang nach dem Tode eines Pharaos ausgeübt wurden. Der Pharao fungierte dabei als Mittler zwischen Menschen und Göttern.
Während des Alten Reiches versahen eine große Zahl von Tempeldienern den Kult als Totenpriester.
Sie erhielten als Entgelt Nahrung, zuweilen auch Land. Damit wuchs ihr Vermögen und ihr gesellschaftliches Ansehen.
In neuerer Literatur wird der Begriff „Millionenjahrhaus“ verwendet.

## Bekannte Totentempel

### Altes Reich
- Totentempel (Djoser-Pyramide)
- Totentempel (Userkaf-Pyramide)
- Totentempel (Sahure-Pyramide)
- Totentempel (Neferirkare-Pyramide)

### Mittleres Reich
- Totentempel des Mentuhotep II.
- Totentempel des Sesostris II.

### Neues Reich
- Totentempel der Hatschepsut

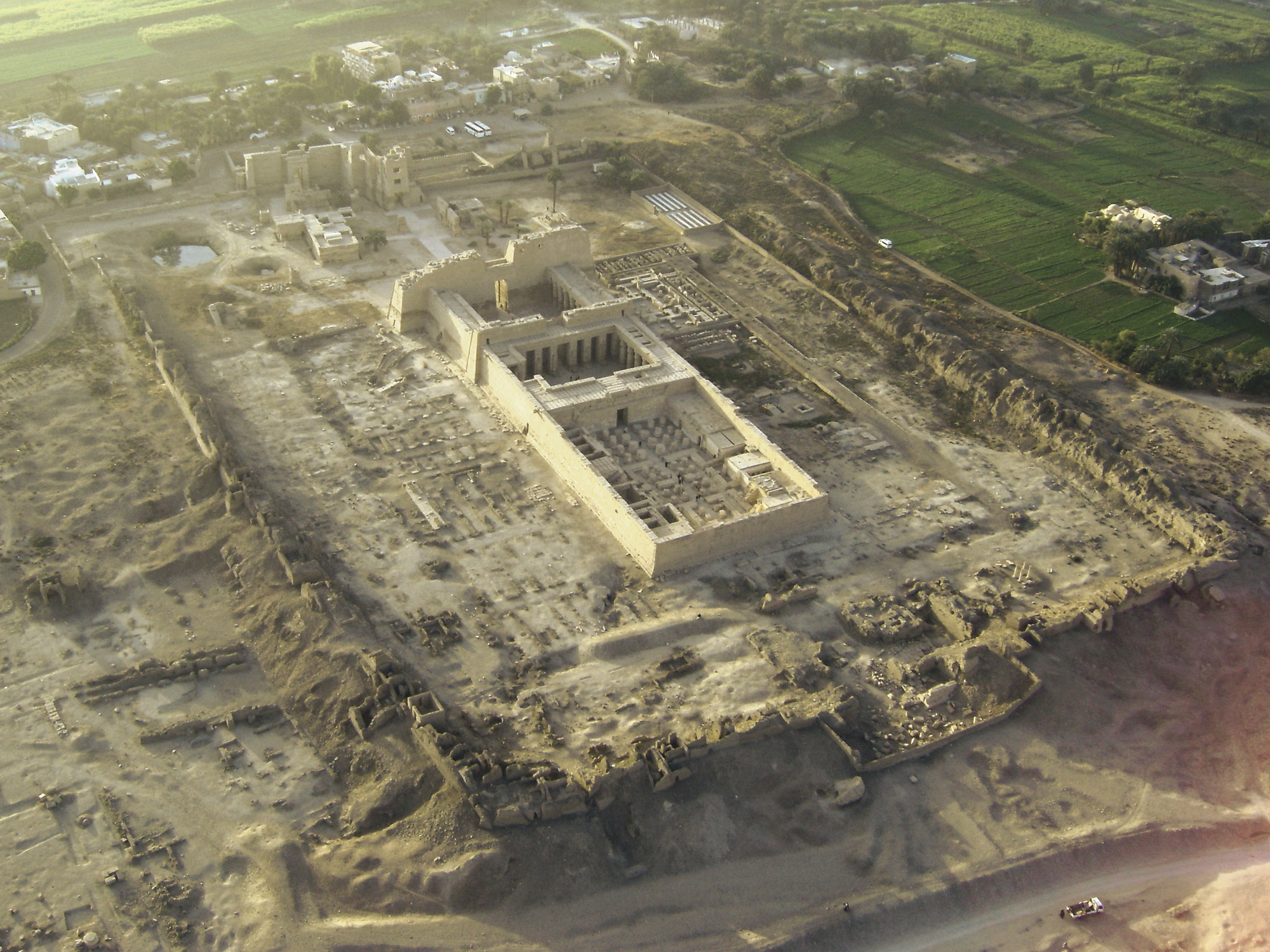
Luftbild Totentempel Ramses III in Medinet Habu

- Djeser-achet (Totentempel des Thutmosis III. in Deir el-Bahari)
- Henket-anch (Totentempel des Thutmosis III. nördlich des Ramesseums)
- Tempel des Amenophis III.
- Totentempel des Sethos I. (Abydos)
- Totentempel des Sethos I. (Qurna)

- Totentempel Ramses III. im Süden von Theben-West bei Medinet Habu